# Matryca logiczna projektu
Matryca logiczna projektu – kompleksowe narzędzie stosowanym na etapie planowania działań projektowych, jak i późniejszego zarządzania realizacją projektu. W syntetyczny sposób przedstawia planowaną drogę realizacji i weryfikacji projektu. Formalnie została przejęta przez Komisję Europejską jako narzędzie ułatwiające projektowanie w 1992 r. Niezależnie od rodzaju projektu dla którego matryca jest sporządzana zawiera ona zawsze elementy służące:
- formułowaniu mierzalnych celów nadrzędnych i podrzędnych,
- definiowaniu struktury projektu,
- przetestowaniu jej wewnętrznej logiki,
- zdefiniowaniu środków (zasobów) i kosztów.

Podstawowym celem budowy matrycy logicznej jest uszczegółowienie i operacjonalizacja pomysłu na projekt. Matryca wyznacza logikę interwencji (jeśli podjęte zostaną działania, wówczas osiągnięte będą rezultaty, a następnie cele projektu itd.) oraz opisuje ważne założenia i ryzyka kryjące się u podstawy logiki. Daje to bazę do sprawdzenia wykonalności projektu. Na potrzeby zarządzania i nadzorowania projektów, matryca logiczna definiuje zadania, które mają być podejmowane, wymagane zasoby oraz zakres odpowiedzialności zarządzających. Matryca dostarcza również szkieletu, według którego będzie monitorowany i ewaluowany postęp (obiektywnie weryfikowalne wskaźniki i źródła weryfikacji).

## Układ Matrycy Logicznej Projektu
Matryca logiczna składa się z tabeli, która ma cztery kolumny i cztery rzędy:
| Logika interwencji | Wskaźniki | Źródła weryfikacji | Założenia/Ryzyka (zewnętrzne czynniki oddziaływania na projekt) |
| Cel strategiczny   |           |                    |                                                                 |
| Cel bezpośredni    |           |                    |                                                                 |
| Rezultaty          |           |                    |                                                                 |
| Działania          |           |                    |                                                                 |
| ------------------ | --------- | ------------------ | --------------------------------------------------------------- |

Układ (logika) pionowy określa, co projekt ma osiągnąć, wyjaśnia związki przyczynowe i określa ważne założenia i obszary problemowe, które są poza zasięgiem menadżera projektu. Logika pozioma odnosi się do mierzenia efektów projektu i zasobów używanych w trakcie jego trwania, poprzez określenie kluczowych wskaźników pomiaru i za pomocą środków, dzięki którym pomiar będzie weryfikowany.
Schemat 1. Podstawy matrycy logicznej
| Logika interwencji | Wskaźniki osiągnięcia celów | Źródła weryfikacji | Czynniki zewnętrzne |
| ------------------ | --------------------------- | ------------------ | ------------------- |
| Cel strategiczny   |                             |                    |                     |
| Cel bezpośredni    |                             |                    |                     |
| Rezultaty          |                             |                    |                     |
| Działania          | Zasoby                      | Koszty             |                     |
|                    |                             |                    | Warunki wstępne     |

## Wady i zalety Matrycy Logicznej Projektu
Do zalet matrycy logicznej można zaliczyć:
- pozwala uczynić bardziej przejrzystymi związki pomiędzy działaniami, wynikami, zamierzeniami i celami dla dobrze poinformowanego użytkownika,
- możliwość szybkiego dostosowania matrycy do zmieniającego się otoczenia – jest narzędziem dynamicznym i elastycznym,
- w sposób syntetyczny pokazuje ujęcie projektowe,
- dla osoby posiadającej doświadczenie stanowi kompendium wiedzy w najważniejszym zarysie,
- pozwala na weryfikację osiągnięcia oczekiwanych wyników,
- jest narzędziem uniwersalnym (ponadnarodowym).

Do wad zaliczyć można:
- wypełniając poszczególne kolumny, należy stronić od postrzegania matrycy jako zestawu mechanicznych procedur, ale traktować ją należy jako wsparcie w procesie myślenia,
- należy posiadać wiedzę z zakresu zarządzania projektami,
- nie jest narzędziem wszechstronnym i nie gwarantuje sukcesu projektu,
- sporządzenie matrycy zajmuje dużo czasu i wymaga szkolenia w zakresie koncepcji i logiki podejścia,
- od sporządzającego wymaga się podsumowania złożonych idei i związków w proste frazy, które mogą być niejasne lub pozbawione znaczenia dla osoby postronnej,
- karykaturalne podejście prowadzi do powstania słabo przygotowanego projektu z niejasnymi celami i brakiem poczucia własności projektu wśród uczestników.

## Zasady wypełniania Matrycy Logicznej Projektu
Prawidłowo wypełniona matryca logiczna dostarcza zwięzłego podsumowania celów projektu, działań realizowanych w związku z osiąganiem celów oraz wskaźników i źródeł informacji, dzięki którym będzie mierzony postęp. Wskazuje również kluczowe zagrożenia wpływające na osiągnięcie założonych celów.
Kluczowe znaczenie dla skutecznego korzystania z matrycy logicznej ma sekwencja jej wypełniania. Matryca nie jest bowiem narzędziem doskonałym i w trakcie jej tworzenia obowiązują przynajmniej dwie podstawowe zasady:
- „śmieci wchodzą – śmieci wychodzą” przez co należy rozumieć odpowiednie podejście do jakości materiału wstępnego i wstępnych założeń, przede wszystkim właściwej analizy problemu,
- „od ogółu do szczegółu” – jest sekwencją wypełniania matrycy.

## Opis struktury Matrycy Logicznej Projektu
Poziom celów
Cele wybrane do włączenia w projekt są przenoszone do pierwszej kolumny matrycy i wyznaczają logikę interwencji projektu. W trakcie tego etapu jest ważne by upewnić
się, że poziomy celów są poprawne:
Cele strategiczne projektu powinny wyjaśniać, dlaczego projekt jest ważny dla społeczeństwa, w kategoriach długoterminowych korzyści dla beneficjentów i szerszych korzyści dla innych grup. Powinny wyjaśniać również, w jaki sposób program pasuje do regionalnej organizacji, których dotyczy. Cele strategiczne nie zostaną osiągnięte dzięki samemu projektowi, ale będą również wymagać działania innych programów i projektów.
Cel bezpośredni powinien odnosić się do kluczowego problemu i być definiowany w kategoriach korzyści otrzymywanych przez beneficjentów lub grupę docelową,
będących rezultatem wykorzystywania usług przewidzianych przez program.
Rezultaty (wyniki) opisują usługi, które będą dostarczane założonym beneficjentem lub grupie docelowej, a samo ich dostarczenie powinno być możliwe do obliczenia przez zarządzających projektem. Rezultaty powinny dotyczyć głównych przyczyn problemów dotykających grupę docelową. Analiza problemu powinna określać pożądany przez beneficjentów zakres usług projektu, tak by upewnić się co do właściwości rezultatów.
Działania – w jaki sposób dobra i usługi projektu będą dostarczane.
Poziom wskaźników
Wskaźnik to skwantyfikowany obraz efektu. Wskaźniki informują o poziomie wzrostu bądź spadku, ilości zrealizowanych usług itp. Stanowią tym samym miarę efektywności projektu. Celem tego etapu jest określenie faktycznych efektów realizowanych działań. Efekty projektu można podzielić na trzy kategorie:
- produkty (ściśle mierzalne wskaźniki informujące o rodzaju podjętych działań a niewiele mówiące o faktycznych efektach danego działania),
- rezultaty (właściwe efekty działań stanowiące realizację celów projektu, innymi słowy nadające konkretną treść tym celom),
- oddziaływania (długofalowe następstwa działań – wpisujące się w cele ogólne projektu, często nawet wykraczające ponad te cele).

Powyższy podział na trzy typy efektów ułatwia analizę efektywności dzięki jasnemu wyodrębnieniu wskaźników ilościowych (produktów) i jakościowych (rezultatów i oddziaływań). O realizacji celów projektu informują przede wszystkim wskaźniki jakościowe. Podział taki jest szczególnie istotny na etapie budżetowania projektu, gdyż wycenie podlegają przede wszystkim wskaźniki ilościowe.
Poziom źródeł weryfikacji
Źródła informacji – na każdym poziomie efektów realizacji projektu – wskazują gdzie i w jakiej formie możliwe będzie znalezienie oraz zweryfikowanie post factum informacji o efektach projektu. W przypadku niektórych projektów trudności sprawiać może określenie precyzyjnego źródła weryfikacji dla wskaźników realizacji celu bezpośredniego. Należy ponownie podkreślić, iż beneficjent nie będzie zobowiązany do monitorowania ww. wskaźników samodzielnie, jest jednak zobowiązany do wskazania źródeł informacji, które mogą być potencjalnie istotne dla monitorowania wskaźników realizacji celu bezpośredniego projektu.
Poziom założenia ryzyka
Niniejszy etap nazwany jest etapem zerowym, gdyż nie można go umieścić w jednym, konkretnym miejscu w sekwencji tworzenia matrycy logicznej. W kolumnie dotyczącej założeń mieszczą się trzy typy warunków:
- założenia wstępne, które zawierają warunki o charakterze podstawowym i koniecznym,
- założenia dotyczące działań wynikające z charakteru realizowanego wsparcia,
- kalkulacja ryzyka. Należy szczegółowo przeanalizować prawdopodobieństwo niesprzyjających okoliczności bądź nieudanych działań, a następnie przewidzieć i zaprogramować w projekcie rozwiązania lub warianty działania.